# Hulipura, Kunigal
Hulipura là một làng thuộc tehsil Kunigal, huyện Tumkur, bang Karnataka, Ấn Độ.